# Цу (Мије)
Цу (јап. 津市) град је у Јапану у префектури Мије. Према попису становништва из 2005. у граду је живело 288.538 становника.

## Становништво
Према подацима са пописа, у граду је 2005. године живело 153.639 становника.
| 1995.   | 2000.   | 2005.   |
| ------- | ------- | ------- |
| 286.519 | 286.521 | 288.538 |